# Cheumatopsyche lasia
Cheumatopsyche lasia là một loài Trichoptera trong họ Hydropsychidae. Chúng phân bố ở miền Tân bắc.